# Wereldkampioenschap voetbal voor clubs 2008
Het FIFA-wereldkampioenschap voetbal voor clubs (Engels: FIFA Club World Cup) werd in 2008 voor de vijfde keer gehouden. Het voetbaltoernooi, waar de beste clubteams ter wereld aan meedoen, werd voorlopig voor de laatste keer gehouden in Japan. Het toernooi werd gewonnen door Manchester United door in de finale LDU Quito met 1-0 te verslaan

## Deelname
| Team                 | Confederatie | Kampioenschap                                 | begint in:   |
| -------------------- | ------------ | --------------------------------------------- | ------------ |
| Adelaide United      | AFC          | Verliezend finalist AFC Champions League 2008 | Play-off     |
| Waitakere United     | OFC          | Winnaar OFC Champions League 2007-2008        | Play-off     |
| CF Pachuca           | CONCACAF     | Winnaar CONCACAF Champions Cup 2008           | Kwartfinale  |
| Gamba Osaka          | AFC          | Winnaar AFC Champions League 2008             | Kwartfinale  |
| Al-Ahly              | CAF          | Winnaar CAF Champions League 2008             | Kwartfinale  |
| Manchester United FC | UEFA         | Winnaar UEFA Champions League 2007/08         | Halve finale |
| LDU Quito            | CONMEBOL     | Winnaar Copa Libertadores 2008                | Halve finale |

Omdat er maximaal één club per land mag deelnemen verving Adelaide United als verliezend finalist van de AFC Champions League de Japanse kampioen Kashima Antlers.

## Speelschema
|  | Play-off               | Play-off               |                        |                        | Kwartfinale               | Kwartfinale               |              |              | Halve finale | Halve finale |  |  | Finale  | Finale |
|  | 11 december - Tokio    |                        |                        |                        |                           |                           |              |              |              |              |  |  |         |        |
|  | Adelaide United        | 2                      |                        |                        | 14 december - Toyota City | 14 december - Toyota City |              |              |              |              |  |  |         |        |
|  | Adelaide United        | 2                      |                        |                        | 14 december - Toyota City | 14 december - Toyota City |              |              |              |              |  |  |         |        |
|  | Waitakere United       | 1                      |                        |                        | Adelaide United           | 0                         |              |              |              |              |  |  |         |        |
|  | Waitakere United       | 1                      | 18 december - Yokohama |                        | Adelaide United           | 0                         |              |              |              |              |  |  |         |        |
|  |                        |                        |                        |                        | Gamba Osaka               | 1                         |              |              |              |              |  |  |         |        |
|  | Gamba Osaka            | 3                      |                        |                        | Gamba Osaka               | 1                         |              |              |              |              |  |  |         |        |
|  | Gamba Osaka            | 3                      |                        |                        |                           |                           |              |              |              |              |  |  |         |        |
|  |                        |                        | Manchester United      | 5                      |                           |                           |              |              |              |              |  |  |         |        |
|  |                        |                        | Manchester United      | 5                      |                           |                           |              |              |              |              |  |  |         |        |
|  |                        |                        | 21 december - Yokohama |                        |                           |                           |              |              |              |              |  |  |         |        |
|  |                        |                        |                        |                        |                           |                           |              |              |              |              |  |  |         |        |
|  | Manchester United      | 1                      |                        |                        |                           |                           |              |              |              |              |  |  |         |        |
|  | Manchester United      | 1                      | 13 december - Tokio    |                        |                           |                           |              |              |              |              |  |  |         |        |
|  |                        | LDU Quito              | 0                      |                        |                           |                           |              |              |              |              |  |  |         |        |
|  |                        |                        | 0                      | Al-Ahly                | 2                         |                           |              |              |              |              |  |  |         |        |
|  | 17 december - Tokio    |                        |                        | Al-Ahly                | 2                         |                           |              |              |              |              |  |  |         |        |
|  |                        | Pachuca                | 4                      |                        |                           |                           |              |              |              |              |  |  |         |        |
|  | Pachuca                | Pachuca                | 4                      | 0                      |                           |                           |              |              |              |              |  |  |         |        |
|  | Pachuca                | Vijfde plaats          | Vijfde plaats          | 0                      |                           |                           | Derde plaats | Derde plaats |              |              |  |  |         |        |
|  |                        | Vijfde plaats          | Vijfde plaats          |                        | LDU Quito                 | 2                         | Derde plaats | Derde plaats |              |              |  |  |         |        |
|  | 18 december - Yokohama | 18 december - Yokohama | 21 december - Yokohama | 21 december - Yokohama | LDU Quito                 | 2                         |              |              |              |              |  |  |         |        |
|  | 18 december - Yokohama | 18 december - Yokohama | 21 december - Yokohama | 21 december - Yokohama |                           |                           |              |              |              |              |  |  |         |        |
|  | Al-Ahly                | 0                      | Gamba Osaka            | 1                      |                           |                           |              |              |              |              |  |  |         |        |
|  | Al-Ahly                | 0                      | Gamba Osaka            | 1                      |                           |                           |              |              |              |              |  |  |         |        |
|  | Adelaide United        | 1                      |                        |                        |                           |                           |              |              |              |              |  |  | Pachuca | 0      |

Alle tijden zijn lokaal (UTC+9)

## Wedstrijden

### Play-off
|                        |                     |       |                  |                                                                               |
| 11 december 2008 19:45 | Adelaide United     | 2 – 1 | Waitakere United | Nationaal Stadion, Tokio Toeschouwers: 19.777 Scheidsrechter: Mohamed Benouza |
| 11 december 2008 19:45 | Mullen 39' Dodd 83' |       | 34' Seaman       | Nationaal Stadion, Tokio Toeschouwers: 19.777 Scheidsrechter: Mohamed Benouza |

### Kwartfinale
|                        |                           |              |                                                 |                                                                                  |
| 13 december 2008 13:45 | Al-Ahly                   | 2 – 4 (n.v.) | Pachuca                                         | Olympisch Stadion, Shinjuku Toeschouwers: 30.158 Scheidsrechter: Ravshan Irmatov |
| 13 december 2008 13:45 | Pinto 28' (ed) Flávio 44' |              | 47' Montes 72' Giménez 98' Álvarez 110' Giménez | Olympisch Stadion, Shinjuku Toeschouwers: 30.158 Scheidsrechter: Ravshan Irmatov |

|                        |                 |          |             |                                                                        |
| 14 december 2008 19:30 | Adelaide United | 0 – 1    | Gamba Osaka | Toyota Stadium, Toyota Toeschouwers: 38.141 Scheidsrechter: Pablo Pozo |
| 14 december 2008 19:30 |                 | 23' Endō |             | Toyota Stadium, Toyota Toeschouwers: 38.141 Scheidsrechter: Pablo Pozo |

### Halve finale
|                        |            |                       |           |                                                                                  |
| 17 december 2008 19:30 | CF Pachuca | 0 – 2                 | LDU Quito | Olympisch Stadion, Shinjuku Toeschouwers: 33.366 Scheidsrechter: Alberto Undiano |
| 17 december 2008 19:30 |            | 4' Bieler 26' Bolaños |           | Olympisch Stadion, Shinjuku Toeschouwers: 33.366 Scheidsrechter: Alberto Undiano |

|                        |                                              |       |                                                            |                                                                                                |
| 18 december 2008 19:30 | Gamba Osaka                                  | 3 – 5 | Manchester United                                          | International Stadium Yokohama, Yokohama Toeschouwers: 67.618 Scheidsrechter: Benito Archundia |
| 18 december 2008 19:30 | Yamazaki 74' Endō 85' (pen.) Hashimoto 90+1' |       | 28' Vidić 45+1' Ronaldo 75' Rooney 78' Fletcher 79' Rooney | International Stadium Yokohama, Yokohama Toeschouwers: 67.618 Scheidsrechter: Benito Archundia |

### Om vijfde plaats
|                        |         |              |                 |                                                                                             |
| 18 december 2008 16:30 | Al-Ahly | 0 – 1        | Adelaide United | International Stadium Yokohama, Yokohama Toeschouwers: 35.154 Scheidsrechter: Peter O'Leary |
| 18 december 2008 16:30 |         | 7' Cristiano |                 | International Stadium Yokohama, Yokohama Toeschouwers: 35.154 Scheidsrechter: Peter O'Leary |

### Troostfinale
|                   |            |              |             |                                                                                          |
| 21 december 16:30 | CF Pachuca | 0 – 1        | Gamba Osaka | International Stadium Yokohama, Yokohama Toeschouwers: 62.619 Scheidsrechter: Pablo Pozo |
| 21 december 16:30 |            | 29' Yamazaki |             | International Stadium Yokohama, Yokohama Toeschouwers: 62.619 Scheidsrechter: Pablo Pozo |

### Finale
|                         |           |            |                   | |
| 21 december 19:30 UTC+9 | LDU Quito | 0 – 1      | Manchester United | International Stadium Yokohama, Yokohama Toeschouwers: 68.682 Scheidsrechter: Ravshan Irmatov (Oezbekistan) |
| 21 december 19:30 UTC+9 |           | 73' Rooney |                   | International Stadium Yokohama, Yokohama Toeschouwers: 68.682 Scheidsrechter: Ravshan Irmatov (Oezbekistan) |

| LDU Quito | Manchester |

| LDU Quito:     |    |                  |         |
|                |    |                  |         |
| GK             | 1  | José Cevallos    | 44'     |
| RB             | 23 | Jairo Campos     | 36'     |
| CB             | 3  | Renán Calle      | 66' 77' |
| CB             | 2  | Norberto Araujo  |         |
| LB             | 14 | Diego Calderón   |         |
| RM             | 13 | Néicer Reasco    | 82'     |
| CM             | 15 | William Araujo   | 71'     |
| CM             | 8  | Patricio Urrutia |         |
| LM             | 7  | Luis Bolaños     | 87'     |
| AM             | 16 | Claudio Bieler   | 2'      |
| CF             | 21 | Damián Manso     |         |
| Wisselspelers: |    |                  |         |
| MF             | 4  | Paúl Ambrosi     | 77'     |
| FW             | 19 | Reinaldo Navia   | 87'     |
| MF             | 20 | Pedro Larrea     | 82'     |
| Coach:         |    |                  |         |
| Edgardo Bauza  |    |                  |         |

| Manchester United: |    |                   |         |
|                    |    |                   |         |
| GK                 | 1  | Edwin van der Sar |         |
| RB                 | 21 | Rafael            | 85'     |
| CB                 | 5  | Rio Ferdinand     |         |
| CB                 | 15 | Nemanja Vidić     | 49'     |
| LB                 | 3  | Patrice Evra      |         |
| RM                 | 13 | Ji-Sung Park      |         |
| CM                 | 16 | Michael Carrick   |         |
| CM                 | 8  | Anderson          | 70' 88' |
| LM                 | 7  | Cristiano Ronaldo |         |
| CF                 | 32 | Carlos Tévez      | 51'     |
| CF                 | 10 | Wayne Rooney      |         |
| Wisselspelers:     |    |                   |         |
| DF                 | 2  | Gary Neville      | 85'     |
| DF                 | 23 | Jonathan Evans    | 51'     |
| MF                 | 24 | Darren Fletcher   | 88'     |
| Coach:             |    |                   |         |
| Alex Ferguson      |    |                   |         |

| Winnaar WK voetbal voor clubs 2008                  |
| --------------------------------------------------- |
| Manchester United 1e titel (2e keer wereldkampioen) |

## Topscorers
3 doelpunten
- Wayne Rooney (Manchester United)

2 doelpunten
- Yasuhito Endō (Gamba Osaka)
- Christian Giménez (Pachuca)
- Masato Yamazaki (Gamba Osaka)

1 doelpunt
- Damián Álvarez (Pachuca)
- Claudio Bieler (LDU Quito)
- Luis Bolaños (LDU Quito)
- Cristiano (Adelaide United)
- Travis Dodd (Adelaide United)
- Flávio (Al-Ahly)
- Darren Fletcher (Manchester United)
- Hideo Hashimoto (Gamba Osaka)
- Luis Montes (Pachuca)
- Daniel Mullen (Adelaide United)
- Cristiano Ronaldo (Manchester United)
- Paul Seaman (Waitakere United)
- Nemanja Vidić (Manchester United)

Eigen doelpunt
- Fausto Pinto (Pachuca; gescoord voor Al-Ahly)

2000 · 2001 · 2005 · 2006 · 2007 · 2008 · 2009 · 2010 · 2011 · 2012 · 2013 · 2014 · 2015 · 2016 · 2017 · 2018 ·  2019 · 2020 · 2021 · 2022 · 2023 · 2025 · 2029